# Тейлор, Альфред Эдвард
Альфред Эдвард Тейлор (22 декабря 1869 — 31 октября 1945) — британский философ-идеалист, наиболее известный своим вкладом в философию идеализма в таких областях, как метафизика, философия религии, этика и изучение наследия Платона. Был членом Британской Академии (1911) и президентом Аристотелевского общества с 1928 по 1929 год. В Оксфорде он стал почетным членом Нового колледжа в 1931 году. Во времена потрясений он был известным защитником идеализма в англосаксонском мире. Среди предшественников Тейлора были такие идеалисты как Артур Бальфур, Фрэнсис Герберт Брэдли и Бернард Бозанкет, среди его сверстников большинство философов отличалось сильной антиметафизической тенденцией, включая Бертрана Рассела, Джорджа Эдварда Мура, Чарльза Дунбара Броуда, а также Людвига Витгенштейна.)

## Биография
Во время обучения в Оксфорде Тейлор находился под влиянием британского идеализма, особенно неогегельянства. Он получил образование в Новом колледже, где он получил звание лучшего из Literae Humaniores в 1891 году и получил стипендию за отличные успехи от Мертон-Колледж (1891-6). Его первая главная книга, «Элементы Метафизики» (1903), с посвящением Фрэнсису Герберту Брэдли, является систематическим метафизическим произведением, охватывающих такие темы, как онтология, космология, и рациональная психология, и написана под влиянием таких корифеев, как Джосайя Ройс, Джеймс Уорд, Джордж Стаут, Рихард Авенариус и Гуго Мюнстерберг, а также Роберта Адамсона, Вильгельма Оствальда, Бертрана Рассела и даже Луи Кутюра.
В последующие годы, особенно в труде «The Faith of a Moralist» Тейлор начал отходить от определенных доктрин своей ранней идеалистически настроенной молодости, к более продуманной идеалистической философии. В то время как многие студенты Оксфорда и Кембриджа были в плену антиидеализма, Тейлор на протяжении многих лет оказывал влияние на поколения молодых людей в Сент-Эндрюсском университете (1908—1924) и Эдинбургском университете (1924—1941), двух из самых древних и престижных вузов Великобритании, где он преподавал этику.
Как исследователь он считается одним из самых выдающихся платонистов Англии своего времени, наряду с Ф. М. Конфордом.
Его исследования не ограничивалась греческой философией. В 1938 году Тейлор опубликовал в журнале «Философия» основополагающую статью «Этическая доктрина Гоббса». Он утверждает, что "этическая теория Гоббса логически независима от психологического эгоизма и является строгой деонтологией.. Деонтологические воззрения на этику Гоббса были разработаны, хотя и с расхождениями с аргументами от Тейлора, Говардом Уоррендером в работе «Политическая философия Гоббса».

## Основные достижения
Как исследователь Платона, он является одним из самых известных философов, поддерживающих мнение, что высказывания Сократа в диалогах Платона точно описывают его реальные воззрения. Его главное произведение, «Plato: The Man and His Work» (1926) и его комментарии к Тимею (1927) внесли весомый вклад в исследования платонизма.
В этике он исследовал такие вопросы, как свобода воли и отношения между правотой и добром. Тейлор оказал большое влияние на понимание античности и таких философов, как Платон и Аристотель, а также средневековой схоластики.
Он также внёс весомый вклад в философию религии, в том числе благодаря своим Гиффордским лекциям 1926—1928 годов и книге The Faith of a Moralist (1930).
Тейлор печатался в философском журнале «Mind», а также написал часть статей для «Энциклопедии религии и этики» Джеймса Хастингса (1908—1927).

## Труды
- The Problem of Conduct: A Study in the Phenomenology of Ethics (англ.). — London: Macmillan, 1901.
- Aristotle on his predecessors; being the first book of his Metaphysics (англ.). — Chicago: Open Court, 1907.
- Thomas Hobbes. — London: Constable, 1908.
- Plato. — London: Constable, 1908.
- Elements of Metaphysics. — London: Methuen[англ.], 1909, revised 1924.
- Epicurus. — London: Constable, 1911.
- Varia Socratica: first series. — Oxford: Parker, 1911.
- Plato's Biography of Socrates. — London: British Academy, 1917.
- Aristotle. — London: T C & E C Jack, 1919; revised 1943.
- Platonism and Its Influence. — London: Harrap[англ.], 1924.
- Plato: the Man and his Work (неопр.). — London: Methuen[англ.], 1926; revised 1949.
- David Hume and the Miraculous: the Leslie Stephen Lecture for 1927 (англ.). — Cambridge: Cambridge University Press, 1927.
- A Commentary on Plato’s Timaeus (англ.). — Oxford: Oxford University Press, 1928.
- The Faith of a Moralist. — London: Macmillan, 1930. Архивировано 23 июля 2014 года.
- Plato and the Authorship of the Epinomis. — London: British Academy, 1930.
- Socrates: The Man and His Thought. — 1933: Peter Davies Limited[англ.], 1933.
- Philosophical Studies. — London: Macmillan, 1934.
- The Christian Hope of Immortality. — London: Macmillan, 1938.
- Does God exist?. — London: Macmillan, 1945.